# توماس سنكلير
توماس سنكلير (بالإنجليزية: Thomas Sinclair)‏ هو سياسي بريطاني (وحمل سابقاً جنسية المملكة المتحدة لبريطانيا العظمى وأيرلندا)، ولد في 17 ديسمبر 1857 في بلفاست في المملكة المتحدة، وتوفي بنفس المكان في 25 نوفمبر 1940. حزبياً، نشط في حزب ألستر الوحدوي.

## مناصب
- في الانتخابات العامة في المملكة المتحدة 1923 [الإنجليزية]‏، انتخب عضو برلمان المملكة المتحدة الـ33 عن دائرة Queen's University of Belfast (UK Parliament constituency) [الإنجليزية]‏ (6 ديسمبر 1923 – 9 أكتوبر 1924).
- في الانتخابات العامة في المملكة المتحدة 1924 [الإنجليزية]‏، انتخب عضو برلمان المملكة المتحدة الـ34 عن دائرة Queen's University of Belfast (UK Parliament constituency) [الإنجليزية]‏ (29 أكتوبر 1924 – 10 مايو 1929).
- في الانتخابات العامة في المملكة المتحدة 1929 [الإنجليزية]‏، انتخب عضو برلمان المملكة المتحدة الـ35 عن دائرة Queen's University of Belfast (UK Parliament constituency) [الإنجليزية]‏ (30 مايو 1929 – 7 أكتوبر 1931).
- في الانتخابات العامة في المملكة المتحدة 1931 [الإنجليزية]‏، انتخب عضو برلمان المملكة المتحدة الـ36 عن دائرة Queen's University of Belfast (UK Parliament constituency) [الإنجليزية]‏ (27 أكتوبر 1931 – 25 أكتوبر 1935).
- في الانتخابات العامة في المملكة المتحدة 1935 [الإنجليزية]‏، انتخب عضو برلمان المملكة المتحدة الـ37 عن دائرة Queen's University of Belfast (UK Parliament constituency) [الإنجليزية]‏ (14 نوفمبر 1935 – 18 سبتمبر 1940).
- انتخب عضو مجلس الملكة الخاص بأيرلندا.
- انتخب Member of the Senate of Northern Ireland ‏.